# Armando Amirati
Armando Amirati (Rosario, Argentina,12 de marzo de 1918; Olta, La Rioja, 27 de junio de 2005) fue un sacerdote para el tercer mundo que lideró la lucha de los sacerdotes renunciantes de Rosario.

## Biografía
Fue ordenado sacerdote en el año 1941, y trabajó como profesor y Director Espiritual en el Seminario San Carlos Borromeo de la Diócesis de Rosario.

Fue Párroco de la Iglesia San Pedro Apóstol de Cañada de Gómez entre 1962 y 1969.
Luego del Concilio Vaticano II, las reuniones y discusiones sobre la Iglesia, en los ambientes católicos eran constantes y en la Arquidiócesis de Rosario, que no era una excepción, un buen número de sacerdotes se aglutinaban en varios grupos donde discutían sus inquietudes, durante los años 60. Uno de ellos, constituido primariamente por Oscar Lupori, Luis Maurizzi, y Antonio Ferian, jóvenes ordenados en los años del Concilio o inmediatamente antes, se reunió alrededor de Armando Amirati.

## Enfrentamiento con el arzobispo
En 1969 una treintena de sacerdotes de la diócesis de Rosario desafió la autoridad del arzobispo Bolatti, afirmando que "la jerarquía es ciega, sorda y muda a los signos de los tiempos”.
El conflicto con el obispo Guillermo Bolatti evidenció la división entre sectores que tenían visiones opuestas de lo que había sido el Concilio y diferían sobre cómo actuar a partir de entonces, o más aún, cuál era el sentido de la Iglesia. Uno de esos sectores estaba liderado por el Arzobispo, mientras que el opuesto consistía en un colectivo sin una conducción explícita, aunque contaba con Armando Amirati, una figura de gran predicamento.
A raíz de esto Armando Amirati dejó de ser Párroco de Cañada de Gómez en medio de un conflicto que conmovió a toda la ciudad.
Varias de las parroquias de los pueblos y ciudades que estaban a cargo de los renunciantes, como  Villa Eloísa, Coronel Bogado, Tortugas, Correa y Soldini fueron ocupadas entre el 30 de junio y el 1º de julio por fieles y militantes católicos en un intento de evitar el cambio de sus párrocos y vicarios. Este fue también el caso de Cañada de Gómez y Armando Amirati. Se calcula que cuatro mil personas ocuparon la iglesia de Cañada de Gómez, para impedir el ingreso de Román María de Montevideo, un capuchino que iba a reemplazar a Armando Amirati, y que decidieron tajantemente que ellos también eran parte de la Iglesia y no titubearon en tomar partido por la facción sublevada contra la jerarquía.

## Traslado a La Rioja
En 1972 el Padre Armando fue trasladado a Chamical en la Provincia de La Rioja, una localidad que tenía entonces menos de 5000 habitantes. Allí continuó su trabajo junto a Obispo Enrique Angelelli, que años después sería asesinado en el marco de la represión de la última dictadura cívico militar. Armando Amirati brindó su testimonio en la causa en la que se investigó el atentado que causó la muerte de monseñor Angelelli, donde finalmente fueron condenados a prisión perpetua el exgeneral Luciano Benjamín Menéndez y el exvicecomodoro Luis Fernando Estrella.
En La Rioja desarrolló su trabajo pastoral como Párroco del Sagrado Corazón (1977-1982), y administrador parroquial de Nuestra Señora de Fátima.

## Homenajes
- Fue nombrado ciudadano ilustre de Cañada de Gómez (fue el primer ciudadano ilustre de la ciudad), según consta en el acta número 397/94 con fecha 15 de junio de 1994 del Concejo Deliberante de Cañada de Gómez.[9]
- El 27 de junio de 2015, al cumplirse el décimo aniversario del fallecimiento del Padre Amirati, se realizó un acto en su homenaje en la Plaza de la Vida y los Derechos Humanos, en Cañada de Gómez. En la oportunidad, se plantó un árbol y se descubrió una placa en su memoria.[10]

### Un libro sobre su vida
En el año 2011 se publicó un libro de Manuel Mamerto Romero sobre la vida del Padre Armando Amirati, "Ayer y hoy, tras las mismas huellas".

### Una escuela con su nombre
La escuela Primaria N° 405 de la ciudad de La Rioja lleva el nombre del Padre Armando Amirati.

### Su sotana en un museo
Será trasladado al nuevo Museo Histórico de Cañada de Gómez de la casa de Balcarce, la sotana del recordado padre Armando Amirati, que antes se exhibía en una caja.